# Enrique García Ojeda
Enrique García Ojeda, né le 21 janvier 1972 à Los Corrales de Buelna (Cantabrie) est un pilote de rallyes espagnol qui pilota lors du championnat d'Espagne de rallye et également lors de l'Intercontinental Rally Challenge.

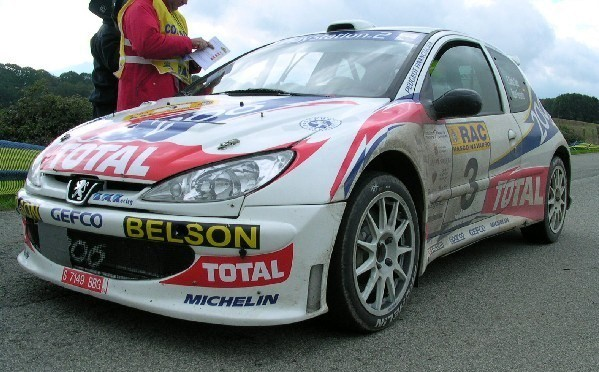
Enrique García Ojeda au Rallye Vasco-Navarro de 2003.

## Biographie
Ses débuts en rallyes remontent à 1996 sur Renault 5 GT Turbo au rallye régional de Torrelavega; il franchit le pas en championnat national en 1998 au rallye Caja Cantabria.
Pilote officiel Peugeot de 2001 à 2008, son copilote est Jordi Barrabés, et son véhicule pour la saison 2011 fut une Ford Fiesta R2 (jusqu'à l'ultime rallye du championnat d'Espagne, en Cantabrie).

## Palmarès
- 2008: Champion d'Espagne des rallyes, sur Peugeot 207 Super 2000;
- 2007: Champion IRC,  sur Peugeot 207 Super 2000;
- 2004: Vainqueur de la Coupe d'Europe FIA des rallyes d'Europe de l'ouest, sur Peugeot 206 GTI;
- 2004: Champion d'Espagne des rallyes de terre (deux roues motrices), sur Peugeot 206 GTI;
- 2004: Champion d'Espagne des marques Peugeot avec sa 206 GTI, en partie grâce à ce pilote;
- 2000: Défi Peugeot (remporté avec six victoires);
- 1997: Champion de Cantabrie en catégorie Tourisme, sur Ford Sierra;
  - 1997: Vice-champion de Cantabrie de courses de côte, sur Ford Sierra;
  - 2004 et 2009: 3e du championnat d'Espagne des rallyes;

## 15 Victoires en championnat d'Espagne des rallyes
- 2004, 2006, 2008, 2009 et 2010: Rallye Islas Canarias-El Corte Inglés;
- 2003, 2007 et 2008: Rallye Príncipe de Asturias;
- 2004, 2006 et 2008: Rallye Cantabria;
- 2003: Rallye Vasco-Navarro;
- 2006: Rallye Shalymar de Madrid;
- 2008: Rallye Rías Baixas;
- 2008: Rallye Sierra Morena.

## Autres victoires
- 2006: Rallye 1000 Miglia (championnat d'Europe et d'Italie).

## Résultats IRC 2007
- Quatre 2e places (rallyes belge de Ypres, de Russie, de Tchéquie (Barum Rally Zlín), et du Valais en Suisse);
- Une 3e place (rallye de Turquie).